# Gmina Borovo

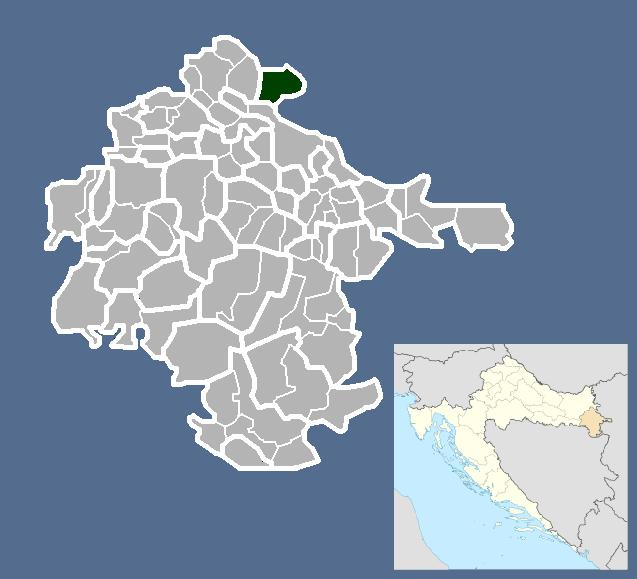
Położenie gminy na mapie żupanii vukowarsko-srijemskiej

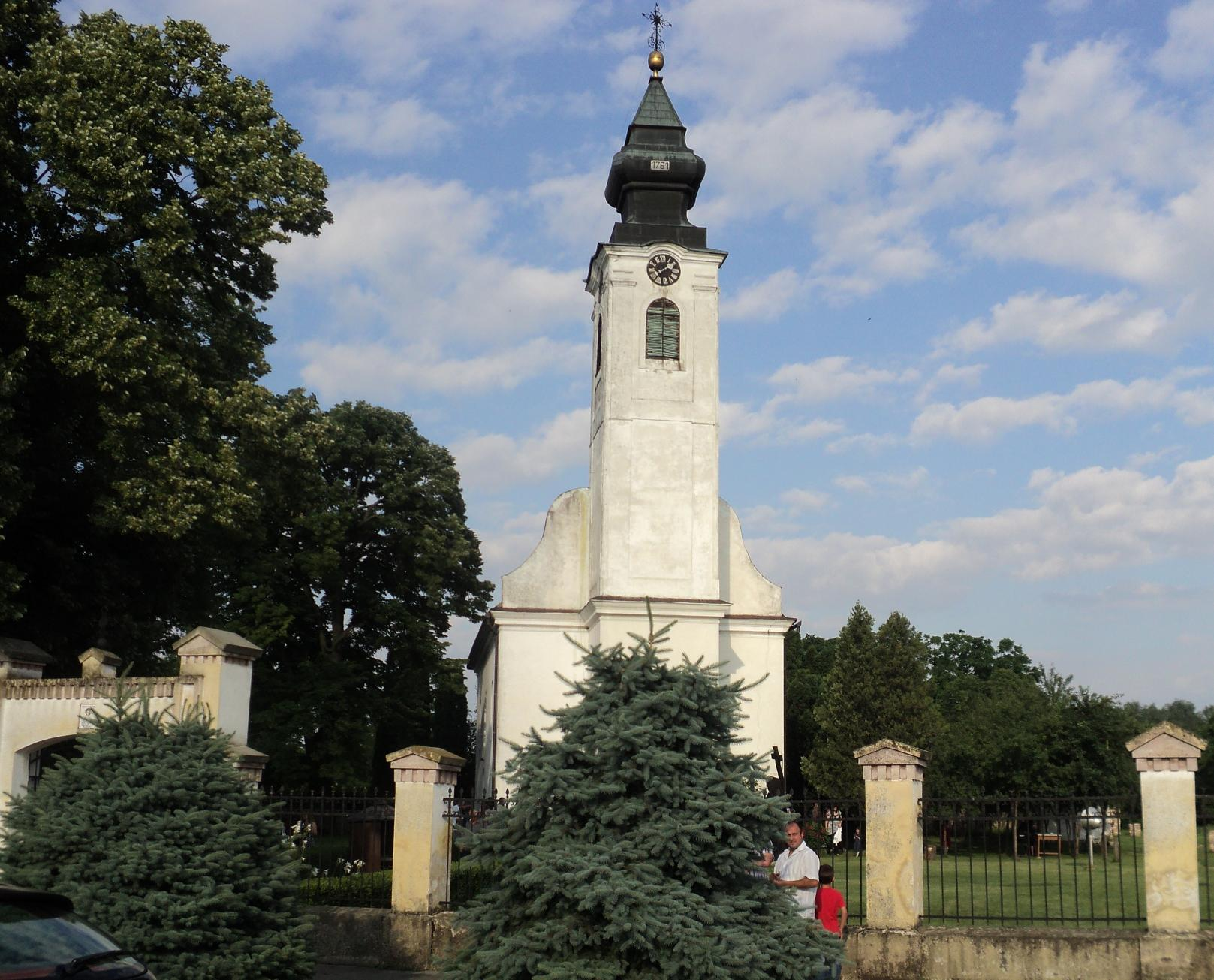
Cerkiew prawosławna w miejscowości Borovo

Borovo (serb. Борово), Borovo selo (serb. Борово село) – gmina we wschodniej Chorwacji, w żupanii vukowarsko-srijemskiej. Leży nad Dunajem.
W 2011 roku liczba ludności w gminie Borovo wyniosła 5056. Według danych ze spisu ludności w 2011 roku najliczniejsze grupy etniczne stanowili: Serbowie (90%) i Chorwaci (7%).